# Anglesey
Anglesey (walesiül Ynys Môn) egy sziget és megye Wales északnyugati részén, túlnyomórészt walesi anyanyelvű lakossággal. A Menai-szoroson átívelő két híd köti össze a szárazfölddel. Az egyik a Thomas Telford által 1826-ban tervezett Menai-szoros hídja, a másik pedig a nemrégiben épített Britannia híd (eredetileg Robert Stephenson tervezte). Az előbbin az A5, míg az utóbbin az A55-ös út halad át.
Az Anglesey nevet az angolban a megye és a körülötte lévő szigetek, többek között a Holy-sziget megnevezésére használták. Miután a walesi nyelvtörvényben az Angol Parlament elfogadta a walesit, mint hivatalos nyelvet, az önkormányzati választókerület nevét is megváltoztatták Ynys Môn-ra, mind az Angol Parlamentben, mind pedig a Walesi Nemzetgyűlésben.
A maga 720 km²-es területével a legnagyobb walesi sziget, az ötödik legnagyobb a Brit-sziget körül és a legnagyobb az Ír-tengerben, megelőzve a Man-szigetet.

## Neve
Anglesey walesi neve Môn, a brit enisis mona-ból ered, először a római korban tűnt fel Tacitus, Caius Plinius Caecilius és Cassius Dio írásaiban mint „Mona”. Giraldus Cambrensis Môn Mam Cymru-nak („Môn, Wales anyja”) nevezte, mivel szerinte ez a termékeny vidék egész Wales-et el tudta látni élelemmel. Sokkal valószínűbb, hogy ez a valóságban csak Gwyneddre vonatkozott. A régi walesi nyelvben „Ynys Dywyll”-nek („Sötét sziget”) és „Ynys y Cedairn”-nek (cedyrn vagy kedyrn; „Bátor emberek szigete”) hívták. A „Clas Merddin” és „Y fêl Ynys” (méz sziget) nevek is elterjedtek voltak. Az angol Anglesey név az óészaki nyelvből jött, jelentése: Ongull szigete.

## Földrajz

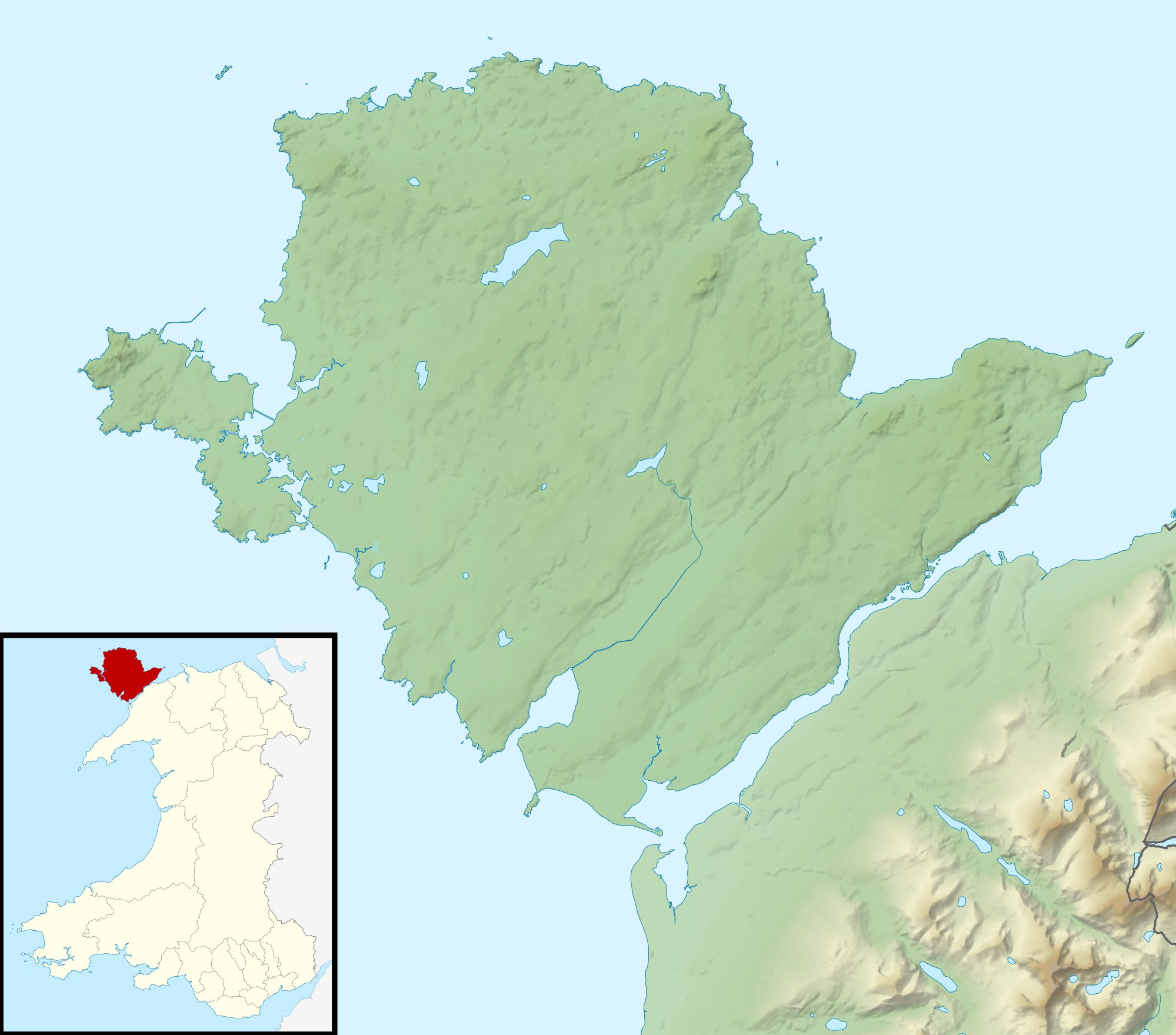
Anglesey domborzati térképe

Anglesey egy viszonylag alacsonyan fekvő sziget dombokkal, mint a Parys Mountain, Cadair Mynachdy („a kolostor széke”, vagy Monachdy), Mynydd Bodafon és Holyhead Mountain. A Brit-szigettől a Menai-szoros választja el, ami a legkeskenyebb pontján 250 m széles.
A sziget forgalmas átkelőhely Nagy-Britannia és Írország között. Kompok közlekednek Holyheadből a Holy-szigeten át Dublinba és Dún Laoghaire-ba.
A sziget teljes partszakaszát Kiemelkedő Természeti Szépségű Területnek nyilvánították. Nagyon sok tengerpart jellemzi, főként a keleti részen Beaumaris és Amlwch között és a nyugati parton Ynys Llanddwyntól, Rhosneigren át, a Carmel Headi öblökig. Az északi partszakaszt meredek sziklák és kis öblök jellemzik.
Kevés természetes tó van, azok is inkább a sziget nyugati felén találhatók. A legnagyobb természetes tó a szigeten a Llyn Llywenan. Folyókból szintén nincs sok, és amik vannak azok sem túl nagyok. Két nagy víztározó található Anglesey-n. Az egyik Llyn Cefni középen, amit az Afon Cefni folyó táplál, a másik pedig a Llyn Alaw északon.
Az éghajlat nyirkos, viszont meglehetősen kiegyensúlyozott a Golf-áramlatnak köszönhetően. A termőföldek változó minőségűek, és valószínűleg sokkal termékenyebbek voltak a múltban.
A szigeten néhány kisebb település található elszórva. A sziget keleti részén Beaumarisban (walesiül Biwmares) található a beaumarisi vár, amelyet I. Eduárd építtetett észak walesi hadjárata során. Beaumaris a környék jachtközpontja, rengeteg vitorlás horgonyoz az öbölben vagy Gallow Point közelében. A délen található Newborough (walesiül: Niwbwrch) falut akkor alapították, amikor a közeli Llanfaes lakóit kitelepítették a beaumarisi kastély építése miatt. Llangefni falu a sziget közepén terül el és ez a környék adminisztratív központja. Menai Bridge (walesiül: Porthaethwy) település az első, a szárazföldet a szigettel összekötő híd építésekor kezdett el terjeszkedni. Itt szállásolták el az építkezéseken dolgozó munkásokat és itt tárolták az építőanyagot is. Addig Porthaethwy egyike volt a fontos kompátkelőhelyeknek. Közel a faluhoz található Bryn Celli Ddu, egy kőkorszaki temetkezési hely. Szintén a falutól nem messze van az Egyesült Királyság hivatalosan is leghosszabb nevű települése, Llanfairpwllgwyngyllgogerychwyrndrobwllllantysiliogogogoch. Amlwch falu a sziget északkeleti részén fekszik, a 18. században gyorsan fejlődő iparvidék volt. Főként rézbányászat folyt a Parys Mountain környékén.
Az Anglesey Tengeri Állatkert kedvelt turistalátványosság, bemutatja a helyi tengeri élővilágot. Minden itt található halat és rákot a környékbeli vizekben fogtak, és ezek az állatok olyan akváriumokban vannak kiállítva, melyek nagyon hasonlítanak a természetes élőhelyükre.
A sziget lakóinak a turizmus jelenti a legfőbb bevételi forrást. A második legjelentősebb iparág a mezőgazdaság, a helyi tejgazdaságok a legproduktívabbak a környéken.
A sziget északi részén található a Wylfa atomerőmű.
Az ipar kizárólag Holyhead környékén van jelen nagyobb mértékben. Korábban egy alumíniumolvasztó is működött a környéken, ami 2009 szeptemberében részben bezárt, 450-ről 80-ra csökkentve dolgozóinak létszámát. Ez nagy csapás volt a sziget gazdaságának, amely különösen Holyheadet érintette. Amlwch mellett van a Wylfa atomerőmű és egy használaton kívüli brómkitermelő üzem. Az atomerőművet 2010 környékén tervezik bezárni, azonban a megyei tanács kitolná ezt a határidőt, és egy új erőművet építtetnének a régi helyett.
A kisebb iparágak széles skálája található meg, főképpen ipari és üzleti parkokban, Llangefni és Gaerwen körzetében. Többek között vágóhíd, fűrésztelep, alumíniumolvasztás, haltenyésztés, élelmiszer feldolgozás.
A szélenergia hasznosítása céljából 20 szélerőművet állítottak Anglesey-ben, az északi part környékén. A sziget környéki erős áramlatok is felkeltették néhány befektető érdeklődését, akik a hullámenergiát akarják kiaknázni.

### Geológia

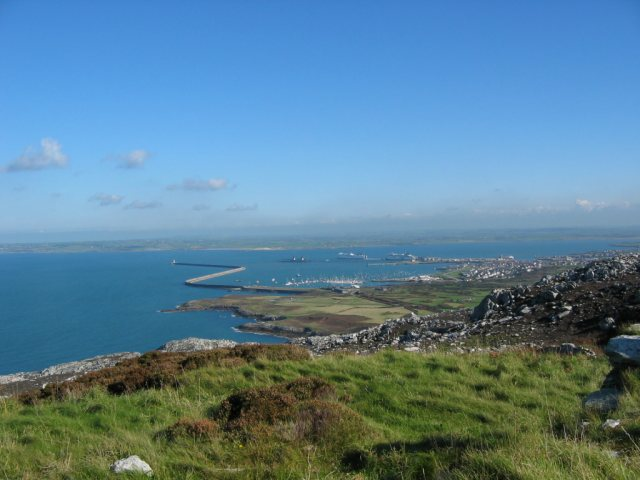
Tengerparti sziklák

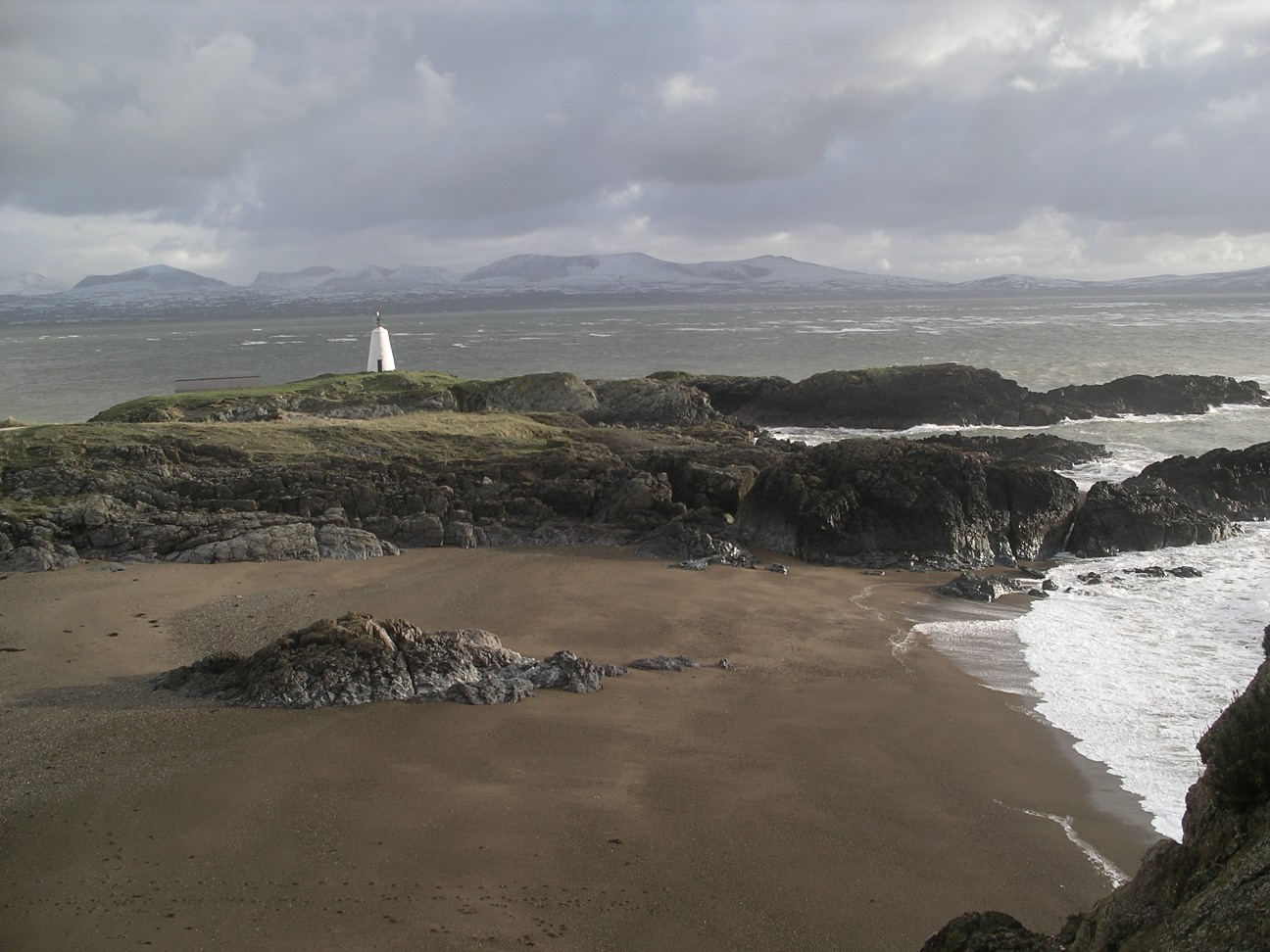
Llanddwyn-sziget, az öreg világítótorony, a háttérben Snowdonia

Geológiai szempontból Anglesey meglehetősen összetett képet mutat, a környékbeli iskolákból is gyakran szerveznek ide tanulmányi kirándulásokat. Az újabb kőzetrétegek nagyon régi prekambriumbeli kőzeten nyugszanak, amelyek négy területen oszlanak el:
- nyugati régió, Holyhead és Llanfaethlu
- a sziget belsejében, Aberffraw és Trefdraeth körül
- keleti régió, Newborough, Caerwen és Pentraeth
- a part menti régióban Glyn Garth-nál a Menai-szoros hídja és Beaumaris között

A központi prekambriumi kőzetektől északnyugatra egy gránitöv terül el Llanfaelogtól, közel a partokhoz, Llanerchymedd környékéig. A Holyheadi prekambriumi és a gránit réteg között egy keskeny ordovíciumi földsáv fekszik, amely palából és homokkőből áll.

### Ökológia és természetvédelem

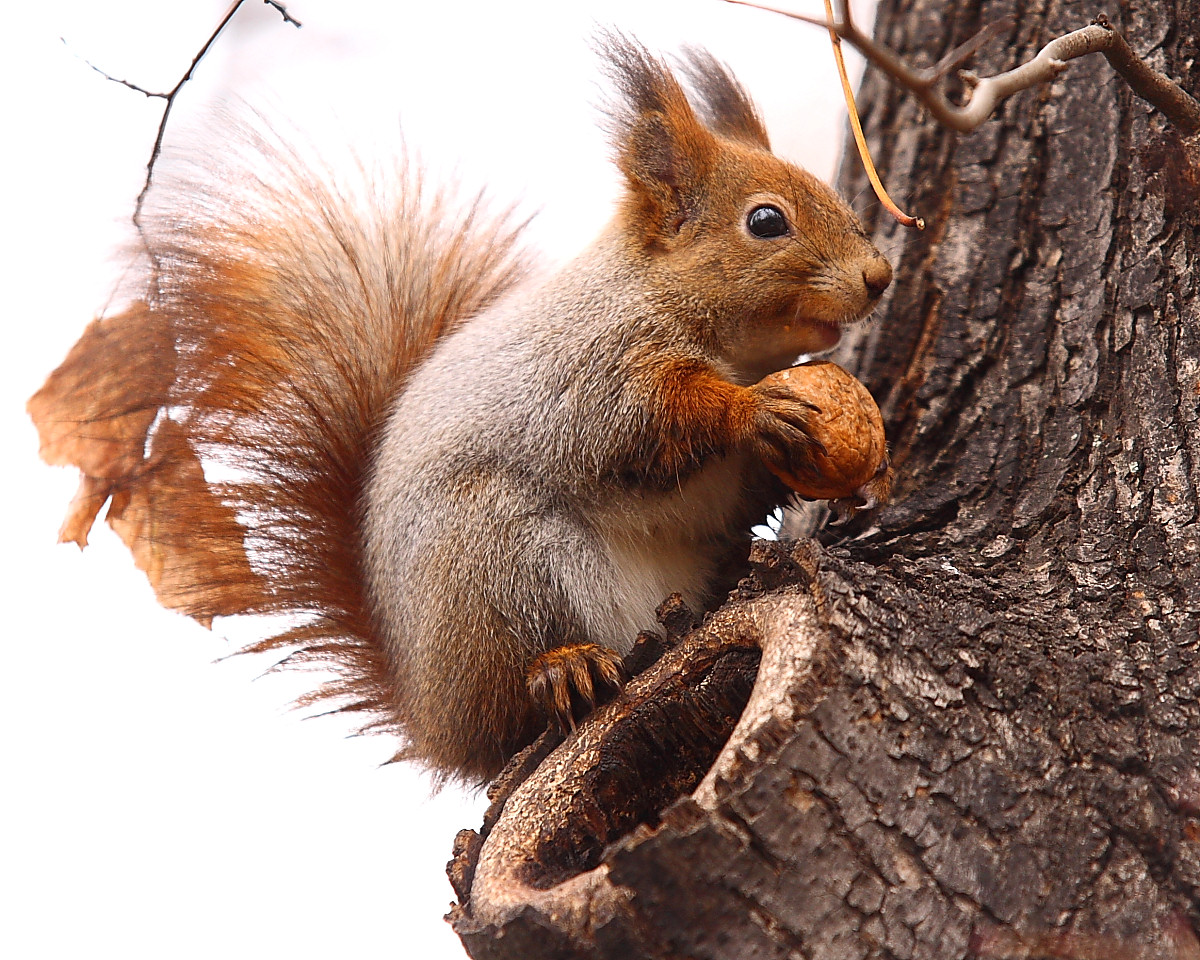
Európai mókus

Anglesey nagy részén megtalálhatóak a marha- és juhtelepek. Ezeken a területeken a természetes növénytakaró és állatvilág szükségszerűen elpusztult. Mindamellett számos vizes élőhely található a térségben, amelyek védettek. Az összes itt található tónak nagy jelentősége van a szigeten élő vízi és részben vízi madarak életében. A RAF felszállóhely a mezei pacsirták fészkelőhelye. A függőleges sziklafal környékén South Stacknál, Holyhead közelében, nagyon sok alkaféle fészkel, köztük lundák és lummák, továbbá csókák és vándorsólymok. Anglesey-n található a Nagy-Britanniában megmaradt kisszámú európai mókus populációk közül kettő, Pentraeth és Newborough környékén.
1966-ban a sziget teljes partszakaszát Kiemelkedő Természeti Szépségű Területnek nyilvánították, és ezt 1967-ben meg is erősítették. A cél az volt, hogy megóvják a part esztétikus megjelenését, és megakadályozzák a romboló hatású építkezéseket, fejlesztéseket. Ez a minősítés lefedi az egész 201 km-es (125 mérföld) partszakaszt, beleértve Holyhead Mountaint, Mynydd Bodafont és számos más fontos területet, melyek területe összesen mintegy 221 km².

## Történelme
Számos megalitikus emlékmű és menhir tanúsítja, hogy már az őskorban is éltek itt emberek. Plas Newydd egyike a 28 még most is álló cromlechnek.
Anglesey történelme régóta összekapcsolódik a druidákkal. I. sz. 60-ban Gaius Suetonius Paulinus elszántan próbálta megtörni a kelta druidákat, megtámadva a szigetet, leromboltatta az oltárokat és szent helyeket. A Boudica által vezetett felkelés hírére azonban ki kellett vonnia hadseregét, mielőtt megszilárdíthatta volna hatalmát a térségben. A szigetet végül Gnaeus Julius Agricola, Britannia kormányzója, olvasztotta be a Római Birodalomba i. sz. 78-ban. A Holyhead mellett található erődöt a rómaiak emelték, és a városból Llanfairpwllgwyngyll-be vezető út is valószínűleg eredetileg a rómaiak munkája. Brit vaskori és római kori területek feltárása során számos érme és ékszer került elő. Miután az 5. század elején a rómaiak kivonultak a Brit-szigetről, Írországból kalózok telepedtek le Anglesey-ben és a közeli Llŷn-félszigeten. Erre válaszul, Cunedda ap Edern, egy Gododdinból való skót hadúr hadjáratot indított, hogy kiűzze a betolakodókat. A hadjáratot a fia, Einion Yrth ap Cunedda, és unokája, Cadwallon Lawhir ap Einion folytatták, míg 470-ben végül sikerrel jártak. Mivel Anglesey egy sziget, ezért jól védhetőnek bizonyult a századok során. Gwynedd királyság fővárosa Aberffraw lett, egy 853-as dán rajtaütést leszámítva, egészen a 13. századig, amikor az angol flotta fejlesztései miatt a sziget elvesztette korábbi jelentőségét.
Az írek után a sziget folyamatos viking, szász és normann támadásoknak volt kitéve, mígnem I. Eduárd angol király végleg meg nem hódította a 13. században.

## Kormányzat

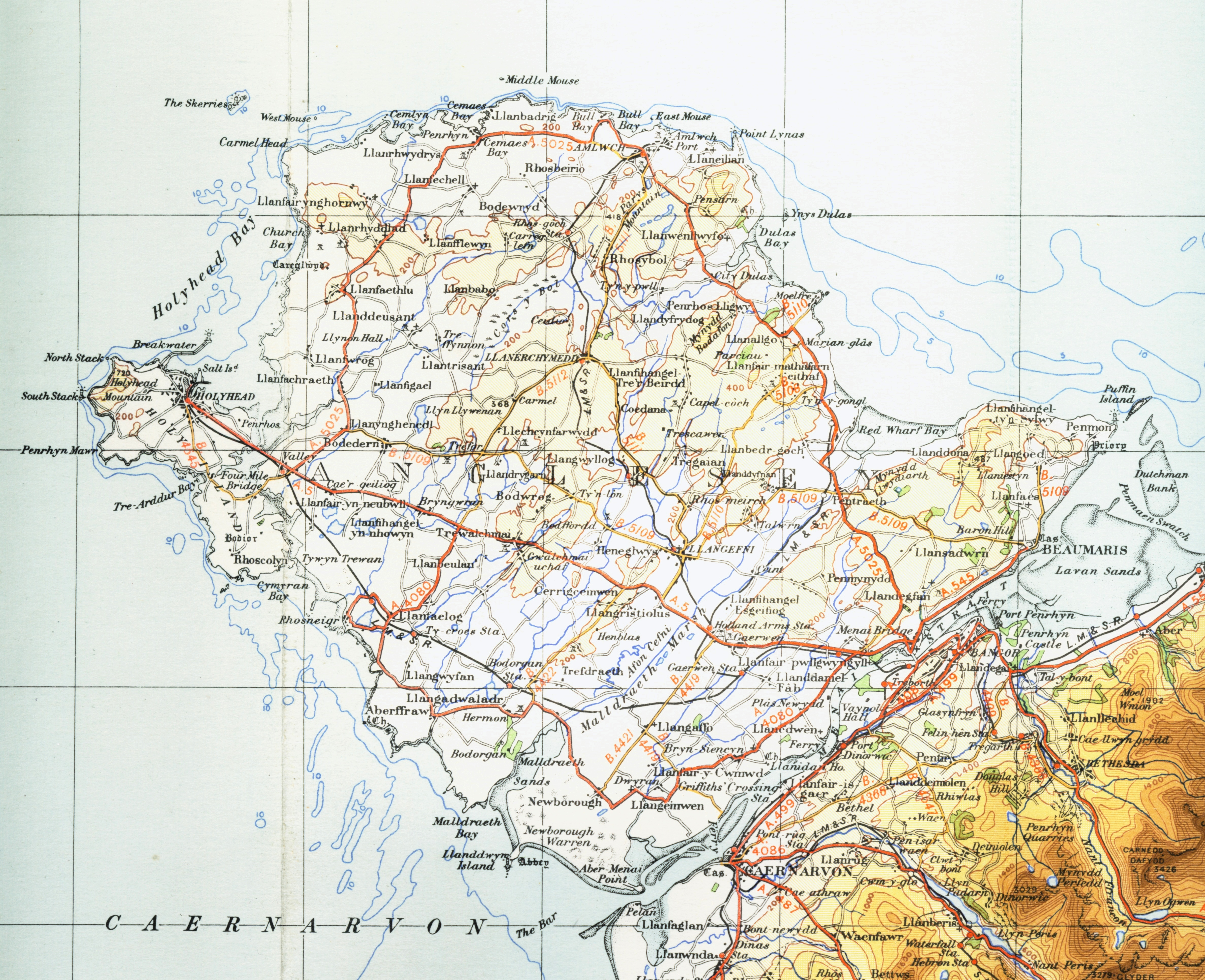
Anglesey térképe 1946-ból

Anglesey (Holy-szigettel együtt) egyike a tizenhárom történelmi walesi megyének. A középkorban, Wales 1283-as meghódítása előtt, Môn többször volt független, gyakran örökölték Gwynedd királyság részeként. Ez legutoljára 1171-ben esett meg Owain Gwynedd halálakor, amikor a szigetet Rhodri ab Owain Gwynedd örökölte, utána pedig Owain Goch-hoz került valamikor 1246 és 1255 között. I. Eduárd hódítását követően 1284-ben megyének nyilvánították. 1974-ben Gwynedd megye egyik körzete volt, majd 1996-ban a helyi kormányzati reform után ismét külön megye lett belőle.

## Városok

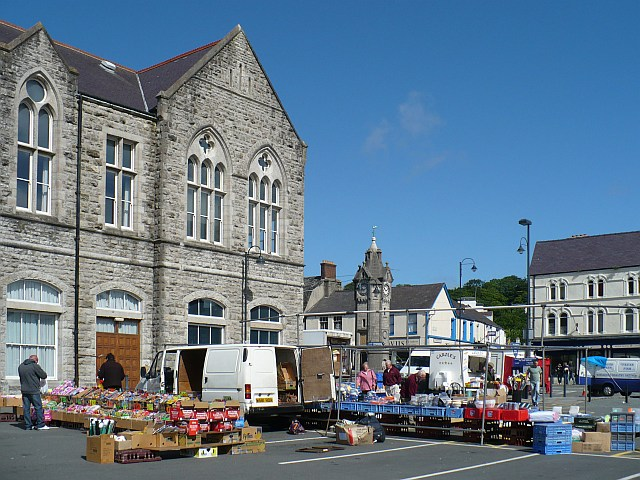
Llangefni piacnapon

| Név          | Lakosság (2001) |
| ------------ | --------------- |
| Amlwch       | 3438            |
| Beaumaris    | 2040            |
| Benllech     | 3408            |
| Holyhead     | 13580           |
| Llangefni    | 4662            |
| Menai Bridge | 3850            |

## Közlekedés

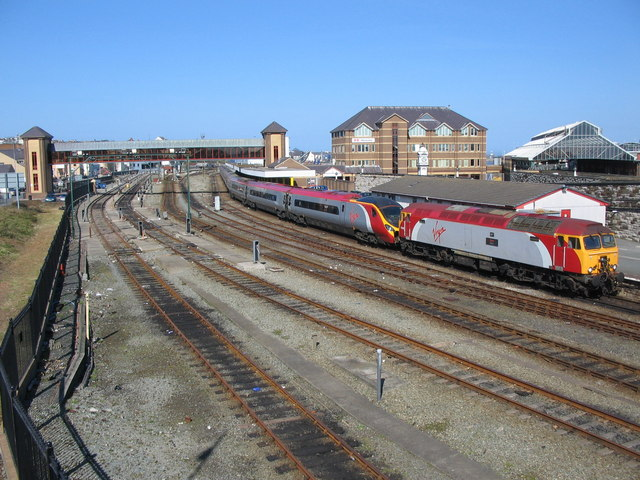
Holyhead vasútállomása

Anglesey, Holyheadtől Chesterig, az A55-ös autóúttal van összekötve a szárazfölddel. A sziget keleti részéből Bangoron át, a Menai-szoros felett, egészen St. Albansig vezet az A5-ös út. Az A5025 az északi partok mentén, míg az A4080 a dél felől, gyűrű alakban vezet körbe a szigeten.
Hat vasútállomás van a szigeten: Holyhead, Valley, Rhosneigr, Ty Croes, Bodorgan, Llanfairpwll.
Az Anglesey repülőtérről naponta két menetrend szerinti járat indul a Cardiffi repülőtérre, ahonnan a világ bármely nagyvárosa elérhető.
A holyheadi kompkikötő meglehetősen forgalmas, évente kétmilliós utasforgalmat bonyolít le.

## Fordítás
- Ez a szócikk részben vagy egészben  az   Isle of Anglesey című angol Wikipédia-szócikk ezen változatának fordításán alapul.  Az eredeti cikk szerkesztőit annak laptörténete sorolja fel. Ez a jelzés csupán a megfogalmazás eredetét és a szerzői jogokat jelzi, nem szolgál a cikkben szereplő információk forrásmegjelöléseként.